# جنگ در آبخاز (۱۹۹۲–۱۹۹۳)
جنگ آبخاز بین سال‌های ۱۹۹۲ تا ۱۹۹۳ درگرفت. در یک طرف، نیروهای دولتی گرجستان بودند و در طرف دیگر، جدایی‌طلبان آبخاز، نیروهای نظامی روسیه، و شبه‌نظامیان قفقاز شمالی.
بیشتر مردم گرجی ساکن در آبخازستان در کنار دولت گرجستان می‌جنگیدند، در حالی که ارامنه و روس‌های ساکن آبخازستان از جدایی‌طلبان حمایت می‌کردند. جدایی‌طلبان آبخاز از هزاران جنگجوی قفقاز شمالی و قزاق و همچنین نیروهای نظامی روسیه مستقر در منطقه کمک می‌گرفتند.
این جنگ با درگیری‌های داخلی گرجستان و اختلافات بین رئیس‌جمهور برکنار شده و دولت جدید، و همچنین با درگیری گرجستان و اوستیای جنوبی از سال ۱۹۸۹، پیچیده‌تر شد.
در این جنگ، هر دو طرف درگیر، مرتکب جنایات جنگی و نقض حقوق بشر شدند. اوج این خشونت‌ها پس از تصرف سوخومی، پایتخت آبخازستان، توسط جدایی‌طلبان در ۲۷ سپتامبر ۱۹۹۳ بود. در پی این اتفاق، پاکسازی قومی گسترده‌ای علیه گرجی‌های ساکن آبخازستان صورت گرفت. سازمان ملل در گزارشی اعلام کرد که هر دو طرف درگیر، مرتکب نقض جدی حقوق بشر شده‌اند. در نتیجه این جنگ، حدود ۵۰۰۰ گرجی و ۴۰۰۰ آبخازی کشته یا مفقود شدند و ۲۵۰ هزار گرجی آواره یا پناهنده شدند.
این جنگ تأثیر عمیقی بر گرجستان گذاشت و باعث خسارات مالی، انسانی و روحی زیادی شد. آبخازستان نیز به‌شدت آسیب دید و ویران شد. در آبخازستان، این درگیری به عنوان «جنگ میهنی مردم آبخاز» شناخته می‌شود.
در نتیجه این جنگ، گرجستان کنترل آبخا را عملاً از دست داد و آبخازستان به عنوان یک قلمرو مستقل دفاکتو (عملاً) تأسیس شد. روابط بین روسیه و آبخازستان در اواخر دهه ۱۹۹۰ بهبود یافت و محاصره اقتصادی آبخاز برداشته شد. همچنین قوانینی تصویب شد که به کشورهای دیگر اجازه می‌داد بخشی از فدراسیون روسیه شوند، که برخی آن را به عنوان پیشنهادی به آبخازستان و دیگر کشورهای به رسمیت شناخته نشده اتحاد جماهیر شوروی سابق تفسیر کردند.

## جنگ
از اواخر دهه ۱۹۸۰ میلادی، تنش‌ها در جمهوری خودمختار سوسیالیستی شوروی آبخازستان بالا گرفت. در آن زمان، مخالفان گرجی که خواهان استقلال از اتحاد جماهیر شوروی بودند، فعالیت‌های خود را آغاز کردند. روشنفکران آبخازی در سال‌های ۱۹۵۷، ۱۹۶۷، ۱۹۷۸ و ۱۹۸۹ به مقامات شوروی درخواست‌هایی دادند. آن‌ها می‌خواستند یا یک جمهوری سوسیالیستی مستقل برای آبخازستان تشکیل شود تا در اتحاد جماهیر شوروی باقی بماند، یا اینکه مسکو مستقیماً مدیریت آبخازستان را بر عهده بگیرد. این درخواست‌ها تا اواخر دهه ۱۹۸۰ که اتحاد جماهیر شوروی در آستانه فروپاشی بود، مورد توجه قرار نگرفت.
در سال ۱۹۸۹، بیانیه لیخنی در روستایی به همین نام که یک مرکز فرهنگی مهم برای مردم آبخاز بود، منتشر شد. این بیانیه توسط رئیس دانشگاه سوخومی امضا شد. دانشجویان گرجی دانشگاه در اعتراض به این بیانیه، خواستار ایجاد یک شعبه جداگانه برای دانشجویان گرجی در آبخازستان شدند. دولت با ایجاد یک شعبه از دانشگاه دولتی تفلیس در سوخومی با این درخواست موافقت کرد. با این حال، در ژوئیه ۱۹۸۹، دانشجویان گرجی مورد حمله آبخازی‌ها قرار گرفتند. این حادثه، جنبش ضد شوروی گرجستان را خشمگین کرد و آن‌ها خواسته‌های دانشجویان علیه جدایی آبخازستان را به شعارهای خود اضافه کردند. گروه‌های طرفدار استقلال گرجستان معتقد بودند که دولت شوروی از جدایی‌طلبی آبخازستان برای مقابله با جنبش استقلال‌طلبی گرجستان استفاده می‌کند. در پاسخ به این اعتراضات، نیروهای شوروی به تفلیس اعزام شدند که منجر به فاجعه ۹ آوریل شد.
حمله آبخازی‌ها و فاجعه ۹ آوریل در نهایت به اولین درگیری‌های مسلحانه بین آبخازی‌ها و گرجی‌ها در سوخومی در ۱۶ و ۱۷ ژوئیه ۱۹۸۹ منجر شد. این ناآرامی‌های مدنی به سرعت به درگیری‌های نظامی تبدیل شد که طبق گزارش‌های رسمی، ۱۸ کشته و حداقل ۴۴۸ زخمی برجای گذاشت که ۳۰۲ نفر از آن‌ها گرجی بودند. در واکنش به این ناآرامی‌ها، نیروهای وزارت کشور برای برقراری نظم اعزام شدند.
در ژوئیه ۱۹۹۰، هیچ‌یک از طرفین به اندازه کافی قدرت نداشتند که به زور متوسل شوند؛ بنابراین، خصومت‌ها بین گرجستان و آبخازستان بیشتر در سطح مجالس قانون‌گذاری ادامه یافت و به یک «جنگ قوانین» تبدیل شد. این وضعیت تا اوت ۱۹۹۲ ادامه داشت، تا اینکه درگیری‌های مسلحانه آغاز شد.
در تلاش برای حل مسالمت‌آمیز این بحران، زویاد گامساخوردیا، رئیس‌جمهور گرجستان، در مورد اصلاح قانون انتخابات مذاکره کرد. این قانون به آبخازی‌ها، با وجود اینکه تنها ۱۸٪ از جمعیت آبخازستان را تشکیل می‌دادند، نمایندگی بیشتری در شورای عالی محلی آبخازستان می‌داد. (در حالی که گرجی‌ها ۴۵٪ جمعیت را تشکیل می‌دادند). سهمیه‌های قومی قبل از انتخابات ۱۹۹۱ به شورای عالی آبخازستان معرفی شدند، اما ترکیب شورا به درستی نشان‌دهنده ترکیب قومی جمعیت نبود.
در دسامبر ۱۹۹۰، ولادیسلاو آردزینبا، رهبر کاریزماتیک آبخازی‌ها، به عنوان رئیس شورای عالی آبخازستان تأیید شد. گرجی‌ها معتقد بودند که آردزینبا در تحریک خشونت‌های ژوئیه ۱۹۸۹ نقش داشته است، اما انتصاب او نتوانست جلوی جدایی‌طلبی را بگیرد. آردزینبا از حمایت تندروهای طرفدار شوروی در مسکو برخوردار بود. در ژانویه ۱۹۹۲، یک کودتای نظامی در تفلیس، رئیس‌جمهور گرجستان را سرنگون کرد و ادوارد شواردنادزه، رهبر سابق گرجستان شوروی، به عنوان رئیس شورای دولتی گرجستان، یک نهاد حاکم موقت، انتخاب شد. این اتفاق به جنگ داخلی در گرجستان منجر شد و رهبران جدایی‌طلب آبخاز را تشویق کرد تا اقدامات جسورانه‌تری علیه رهبری گرجستان انجام دهند.
در سال ۱۹۹۲، آردزینبا گارد ملی آبخازیا را تشکیل داد که تنها از آبخازی‌ها تشکیل شده بود. او همچنین شروع به جایگزینی مقامات گرجی با آبخازی‌ها کرد. در ژوئن ۱۹۹۲، او وزیر کشور گرجی را برکنار و یک آبخازی را جایگزین او کرد. این اقدام باعث شد نمایندگان گرجی در شورای عالی آبخازستان جلسات را تحریم کنند. وزیر کشور گرجستان تصمیم آردزینبا را لغو کرد، اما آردزینبا از اطاعت خودداری کرد و گارد ملی آبخازیا به ساختمان وزارت کشور حمله کرد و وزیر گرجی را با زور از دفترش خارج کرد.
رهبری گرجستان در تفلیس که خود درگیر جنگ داخلی بود، نتوانست به اقدامات جدایی‌طلبانه آبخازی‌ها که مورد حمایت روسیه بودند، پاسخ مناسبی بدهد. این اقدامات مورد حمایت اکثریت مردم آبخازستان، به ویژه گرجی‌ها (۴۶٪ از جمعیت) نبود. در نهایت، شورای عالی آبخازستان در ۲۳ ژوئیه ۱۹۹۲ به‌طور یکجانبه استقلال خود را از گرجستان اعلام کرد. این تصمیم غیرقانونی بود و بدون حد نصاب لازم به تصویب رسید، زیرا نمایندگان گرجی جلسه را تحریم کرده بودند. هیچ کشوری در جهان استقلال آبخازستان را به رسمیت نشناخت. در ۲۵ ژوئیه، شورای دولتی جمهوری گرجستان این اعلامیه استقلال را لغو کرد، اما رهبری آبخاز از پذیرش آن خودداری کرد.

## تهاجم از سوی نیروهای گرجی
با افزایش تنش‌ها، کنترل دولت مرکزی گرجستان در تفلیس بر آبخاز و منطقه همسایه مینگرلیا (که تحت کنترل نیروهای طرفدار گامساخوردیا بود) کاهش یافت. این بی‌نظمی باعث شد سیستم راه‌آهن تقریباً به‌طور کامل بدون حفاظ بماند و حملات و سرقت‌های مکرری رخ دهد. به گفته دولت گرجستان، این سرقت‌ها در مجموع ۹ میلیارد مانتی خسارت وارد کرد، از جمله به کشورهای همسایه مانند ارمنستان، زیرا ارمنستان به عنوان یک کشور محصور در خشکی کاملاً به بنادر و راه‌آهن گرجستان وابسته بود. به همین دلیل، گرجستان نامه‌هایی از ارمنستان، اوکراین و سایر کشورها دریافت کرد تا امنیت محموله‌ها را در قلمرو شناخته شده بین‌المللی خود تضمین کند.
در ۱۰ اوت ۱۹۹۲، شورای ایالتی گرجستان قطعنامه‌ای را برای اعزام نیرو به مینگرلیا و آبخاز برای بازگرداندن نظم، جلوگیری از خرابکاری و غارت زیرساخت‌های ریلی و نجات مقامات دولتی گرجستان که توسط نیروهای طرفدار گامساخوردیا در مینگرلیا اسیر شده بودند، تصویب کرد. در ۱۲ اوت ۱۹۹۲، نیروهای گرجستان وارد مینگرلیا شدند. در ۱۴ اوت، آنها به‌طور مسالمت آمیز راه خود را به سمت آبخاز ادامه دادند و از شهر گالی عبور کردند. با این حال، در نزدیکی پاسگاه گارد ملی آبخاز در روستای اوخوری، ناحیه اوچامچیرا، گارد ملی آبخاز به سمت نیروهای گرجستانی که به سمت سوخومی در حال پیشروی بودند، آتش گشود. این منجر به درگیری‌هایی شد که در حالی که نیروهای گرجستان در نزدیکی روستاهای آگودزرا و ماخارا در حال حرکت بودند، ادامه یافت.
در ۱۴ اوت، نیروهای گرجستان به سوخومی رسیدند، اما با وجود حملات آبخازی‌ها، وارد شهر نشدند. آنها در نزدیکی پل سرخ در حومه شهر متوقف شدند. مذاکرات بین طرفین گرجستان و آبخاز آغاز شد، در حالی که گرجی‌ها از نمایندگان آبخاز شورای عالی آبخاز خواستند تا آردزینبا را به دلیل اظهارات جدایی‌طلبانه و جنگ‌طلبانه‌اش از سمت خود برکنار کنند. نمایندگان آبخاز این درخواست را رد کردند. تنها پس از آن، در ۱۸ اوت ۱۹۹۲، نیروهای گرجستان وارد سوخومی شدند و به سرعت گارد ملی آبخاز را شکست دادند. آبخازی‌ها به آن سوی رودخانه گومیستا عقب‌نشینی کردند و نیروهای خود را در روستای اِشِرا سازماندهی مجدد کردند. این بعداً به «جبهه غربی» جنگ تبدیل شد. آردزینبا به گودائوتا گریخت، که به یک دژ جدایی‌طلب تبدیل شد، جایی که آنها اقدامات نظامی را هماهنگ می‌کردند. پایگاه نظامی سابق شوروی (که اکنون روسی است) در آبخازستان (مستقر در گودائوتا) از جدایی‌طلبان آبخاز حمایت کرد. «جبهه شرقی» در منطقه اوچامچیرا تشکیل شد زیرا گرجی‌ها کنترل شهر ساحلی اوچامچیرا (مرکز منطقه) و روستاهای ساحلی گرجستان در نزدیکی را به دست گرفتند، در حالی که آبخازی‌ها شهر کوهستانی تِکوارچلی و روستاهای مجاور آبخازی‌نشین را تصرف کردند.
در ۱۵ اوت، گارد ملی گرجستان و مِخِدریونی یک فرود دریایی در منطقه گاگرا انجام دادند و تا ۱۹ اوت، کنترل کل قلمرو را تا مرز روسیه و گرجستان به دست گرفتند. جدایی طلبان در گودائوتا مسدود شدند. این ارتباطات خودکار و ریلی آنها با روسیه را قطع کرد، تنها راهی که اکنون می‌توانستند از روسیه حمایت نظامی دریافت کنند از طریق کوهستان بود.
در پایان این مرحله از درگیری، ارتش گرجستان بیشتر آبخازستان را تصرف کرده بود. گروه‌هایی از نیروهای آبخاز در بخش‌هایی از منطقه اوچامچیرا و تِکوارچلی محاصره شدند، در حالی که در گودائوتا بین نیروهای گرجستان در گاگرا و سوخومی گرفتار شدند.

## آتش‌بس و سقوط گاگرا

رویدادهای جنگ در اکتبر ۱۹۹۲ - اوت ۱۹۹۳

در تاریخ ۳ سپتامبر ۱۹۹۲، در مسکو آتش‌بسی مذاکره شد. بر اساس این توافق، نیروهای گرجی موظف به خروج از منطقه گاگرا شدند. طرف گرجستان این توافق را اجرا کرد و مواضع خود را ترک کرد. در نتیجه، جمعیت محلی گرجی در گاگرا بدون دفاع ماند.
آتش‌بس خیلی زود توسط طرف آبخازی نقض شد. هزاران شبه‌نظامی داوطلب، عمدتاً چچنی‌ها و قزاق‌ها از کنفدراسیون نظامی مردمان کوهستانی قفقاز (CMPC) و نیروهای نظامی آبخازی، مجهز به تانک‌های T-72، راکت‌اندازهای BM-21 Grad، هواپیماهای تهاجمی سوخو Su-25 و هلیکوپترها، یک حمله بزرگ را آغاز کردند. گرجستان، روسیه را به تأمین این تجهیزات متهم کرد، زیرا قبلاً توسط آبخازی‌ها استفاده نشده بود.
نیروهای آبخازی و CMPC در ۱ اکتبر به شهر گاگرا حمله کردند. نیروی کوچک گرجی که در شهر مانده بود، برای مدت کوتاهی از گاگرا دفاع کرد و سپس عقب‌نشینی کرد و دوباره شهر را بازپس گرفت. نیروهای آبخازی و CMPC مجدداً سازماندهی شده و حمله دیگری را آغاز کردند و در ۲ اکتبر گاگرا را تصرف کردند. نیروی دریایی روسیه محاصره بندر نزدیک گاگرا را آغاز کرد.
هزاران سرباز و غیرنظامی گرجی به سمت شمال گریختند و قبل از انتقال به گرجستان اصلی، وارد روسیه شدند. نیروهای آبخازی، که عمدتاً توسط حضور نظامی روسیه در منطقه پشتیبانی می‌شدند، اکنون کنترل گاگرا، گوداوتا (جایی که یک پایگاه نظامی سابق روسیه باقی مانده است) و تکوارچلی را در دست داشتند و به سرعت به سوخومی نزدیک می‌شدند.
گرجی‌های اخراج شده از طریق مرز زمینی به روسیه گریختند یا توسط نیروی دریایی روسیه تخلیه شدند.

## بمباران و محاصره سوخومی
در اکتبر ۱۹۹۲، جدایی طلبان آبخازی دو بار برای تصرف شهر اوچامچیرا تلاش کردند. هر دو حمله ناموفق بود چرا که گرجی‌ها در مقابل آبخازی‌ها ایستادگی کردند.
در ۲۹ نوامبر، جدایی طلبان آبخازی، روستای بزرگ گرجی نشین کوچارا در نزدیکی تکوارچلی را تصرف کرده و اقدام به پاکسازی قومی گرجی‌ها کردند.
در دسامبر ۱۹۹۲، نیروهای آبخازی شروع به گلوله‌باران سوخومی تحت کنترل گرجستان کردند. در ۴ مارس ۱۹۹۳، ادوارد شواردنادزه، رئیس شورای ایالتی گرجستان، برای کنترل عملیات دفاعی در شهر وارد پایتخت منطقه شد. به گفته کوباخیا، اگر شواردنادزه استعفا دهد، رهبر جدایی طلب، آردزینبا نیز استعفا خواهد داد. ادوارد شواردنادزه به عنوان فرمانده کل قوای نظامی گرجستان، دستور «اقداماتی در جهت دفاع از اوچامچیرا و مناطق سوخومی» را صادر کرد که در آن آمده بود: «تشکل‌های نظامی کشورهای مختلف در حال تمرکز در منطقه گوداوتا و گومیستا هستند. ما اطلاعاتی داریم مبنی بر اینکه این نیروها هدف جدی برای تصرف سوخومی و ایجاد هرج و مرج در سراسر گرجستان دارند. در ۱۰ فوریه، شواردنادزه گرام گابیسکریا را به عنوان شهردار سوخومی منصوب کرد. در همین حال، پارلمان گرجستان رسماً اعلام کرد که روسیه را به تجاوز علیه گرجستان متهم کرده و خواستار خروج همه نیروهای نظامی روسیه از خاک آبخازیا شد.
در ۱۶ مارس ۱۹۹۳، در ساعت ۶ و ۹ صبح، آبخازی‌ها و نیروهای کنفدراسیون حمله تمام عیاری را به سوخومی آغاز کردند که منجر به تخریب گسترده و تلفات سنگین غیرنظامیان شد. در ساعت ۲ بامداد طرف آبخازی گلوله‌باران مواضع گرجی‌ها در رودخانه گومیستا و سوخومی را آغاز کرد. در اواخر همان روز، چندین هواپیمای Su-25 روسی تا صبح روز بعد به سوخومی حمله کردند. یک یگان ویژه روسی این عملیات را رهبری کرد و پس از آن جنگجویان آبخازی و داوطلبان CMPC وارد عمل شدند. آنها از رودخانه گومیستا عبور کردند و بخشی از اچادارا را گرفتند، اما نیروهای گرجی با موفقیت پیشروی آنها را متوقف کردند.
در ۱۴ می، آتش‌بس کوتاه مدتی امضا شد. به گفته منابع گرجی، در ۲ ژوئیه کشتی نیروی دریایی روسیه تا ۶۰۰ سرباز هوابرد روسی را در نزدیکی روستای تامیشی پیاده کرد و درگیر نبرد شدیدی با نیروهای گرجی شد. این نبرد یکی از خونین‌ترین جنگ‌ها بود که چند صد کشته و زخمی از هر دو طرف بر جای گذاشت. با وجود شکست‌های اولیه، نیروهای گرجستان موفق شدند مواضع خود را پس بگیرند. در ماه ژوئیه، یگان‌های روسی، ارتش آبخازی و داوطلبان CMPC روستاهای آخال‌شنی، گوما و شروما در منطقه سوخومی را تصرف کردند.

## حمله آبخازی‌ها به اِشِرا، گولیریپشی، کمانی و شروما
روستاهای اطراف رودخانه گومیستا (شمال و شرق سوخومی) مانند آچادارا، کمانی و شروما که عمدتاً گرجی نشین بودند، به منطقه‌ای مهم از نظر راهبردی تبدیل شدند که یگان‌های موتوری را قادر می‌ساخت تا به سوخومی، مرکز آبخازستان برسند. پس از تلاش ناموفق برای حمله به سوخومی از غرب، تشکل‌های آبخازی و متحدانشان حملات خود را به سمت شمال و شرق سوخومی تغییر دادند.
در ۲ ژوئیه ۱۹۹۳ تحت دستورالعمل‌های نظامی و پشتیبانی دریایی روسیه، آبخازی‌ها و متحدانشان (کنفدراسیون مردمان کوهستانی قفقاز) به روستاهای رودخانه گومیستا حمله کردند. طرف گرجستان انتظار هیچ گونه حمله ای از سمت شمال یا شرق منطقه سوخومی را نداشت. نیروهای گرجی متحمل خسارات سنگینی شدند (۵۰۰ کشته در عرض یک ساعت پس از حمله) و خط دفاعی اطراف سوخومی در اثر حمله آبخازی‌ها شکسته شد. در ۵ ژوئیه ۱۹۹۳، آبخازی‌ها، گردان باگرامیان ارمنی، یگان‌های روسی و قفقاز شمالی به روستاهای آخال‌شنی، گوما و شروما در منطقه سوخومی حمله کردند. آخرین حمله در ۹ ژوئیه به روستای کمانی صورت گرفت. کمانی یک روستای اسوان (گروه فرعی قومی مردم گرجستان) بود که شامل یک کلیسای ارتدوکس (به نام سنت جورج) و یک صومعه نیز می‌شد. پس از سقوط روستا، بیشتر ساکنان آن (از جمله راهبه‌ها و کشیش‌ها) توسط تشکل‌های آبخازی و متحدانشان کشته شدند.
در این زمان، جدایی طلبان آبخازی تقریباً تمام ارتفاعات راهبردی را اشغال کرده و شروع به محاصره سوخومی کردند. مدت کوتاهی پس از آن، رئیس شورای دفاع گرجستان آبخازیا، تاماز نادرایشویلی، به دلیل بیماری استعفا داد و ژیولی شارتاوا، عضو پارلمان گرجستان، جانشین او شد.
در ۱۵ اوت ۱۹۹۳، یونان یک عملیات بشردوستانه به نام عملیات پشم طلایی انجام داد و ۱۰۱۵ یونانی را که تصمیم به فرار از آبخازیا جنگ زده گرفته بودند، تخلیه کرد.
به‌طور مشابه، ۱۷۰ استونیایی آبخازستان با سه پرواز توسط جمهوری استونی در سال ۱۹۹۲ تخلیه شدند (طبق منبع دیگر، در مجموع حدود ۴۰۰ استونیایی در طول جنگ به استونی گریختند).
گرجی‌های اخراج شده از طریق مرز زمینی به روسیه گریختند یا توسط نیروی دریایی روسیه تخلیه شدند.

## سقوط سوخومی
آتش‌بس دیگری که با میانجیگری روسیه در سوچی در ۲۷ ژوئیه توافق شده بود، تا ۱۶ سپتامبر ادامه داشت، تا اینکه جدایی‌طلبان آبخازی توافق را نقض کرده (با استناد به عدم رعایت شرایط توافق از سوی گرجستان) و حمله گسترده‌ای را علیه سوخومی آغاز کردند. در طول محاصره، جت‌های روسی بمب‌های ترموباریک را بر مناطق مسکونی گرجی‌ها در سوخومی و روستاهای گرجی در امتداد رودخانه گومیستا پرتاب کردند. دمیتری خولودوف، روزنامه‌نگار روسی، پیش از سقوط سوخومی در آنجا اقامت داشت و گزارش داد که این شهر بارها توسط نیروهای روسی گلوله‌باران شده و تلفات سنگین غیرنظامیان را در پی داشته است.
پس از نبردی شدید، سوخومی در ۲۷ سپتامبر سقوط کرد. شواردنادزه از طریق رادیو از مردم سوخومی درخواست کرد:
«دوستان عزیز، شهروندان سوخومی و گرجستان! گرجستان با سخت‌ترین روزها روبرو است، به‌ویژه سوخومی. جدایی‌طلبان و مهاجمان خارجی وارد شهر شدند. من به شجاعت شما افتخار می‌کنم… جدایی‌طلبان و فرصت‌طلبان توسط تاریخ قضاوت خواهند شد… آنها نمی‌خواهند گرجی‌ها در این شهر گرجی زندگی کنند. بسیاری از آنها آرزو دارند که تراژدی گاگرا را در اینجا تکرار کنند… می‌دانم که شما چالشی را که با آن روبرو هستیم درک می‌کنید. می‌دانم که وضعیت چقدر دشوار است. بسیاری از مردم شهر را ترک کردند اما شما برای سوخومی و برای گرجستان اینجا مانده‌اید… من از شما، شهروندان سوخومی، مبارزان، افسران و ژنرال‌ها می‌خواهم: می‌دانم که اکنون در موقعیت شما بودن دشوار است، اما ما حق عقب‌نشینی نداریم، همه ما باید جایگاه خود را حفظ کنیم. ما باید شهر را تقویت کنیم و سوخومی را نجات دهیم. من می‌خواهم به شما بگویم که همه ما - دولت آبخازیا، کابینه وزیران، آقای ژیولی شارتاوا، همکارانش، دولت شهر و منطقه سوخومی، آماده اقدام هستیم. دشمن از آمادگی ما آگاه است، به همین دلیل است که او به وحشیانه‌ترین شکل می‌جنگد تا سوخومی عزیز ما را نابود کند. من از شما می‌خواهم که آرامش، سرسختی و خویشتن‌داری خود را حفظ کنید. ما باید در خیابان‌هایمان به شکلی که شایسته آن هستند به استقبال دشمن برویم.»
ادوارد شواردنادزه با فرار از مرگ از شهر خارج شد. تقریباً همه اعضای دولت آبخازی مورد حمایت گرجستان، که از ترک شهر خودداری کردند، از جمله گرام گابیسکریا، رائول اشبا و ژیولی شارتاوا، به قتل رسیدند. به زودی نیروهای آبخازی و کنفدراسیون‌ها بر تمام قلمرو آبخازیا تسلط یافتند، اما دره بالای کودوری در دست گرجستان باقی ماند. شکست کامل نیروهای گرجستان با پاکسازی قومی جمعیت گرجی همراه بود.
در مرحله پایانی نبرد سوخومی، نیروهای آبخازی سه هواپیمای غیرنظامی گرجستان متعلق به Transair Georgia را سرنگون کردند که منجر به کشته شدن ۱۳۶ نفر (که برخی از آنها سربازان گرجستانی بودند) شد.
تعداد زیادی (حدود ۵۰۰۰) از غیرنظامیان و سربازان گرجی در آخرین ساعات نبرد توسط کشتی‌های روسی تخلیه شدند.

## نقش روسیه در درگیری
اگرچه روسیه در طول جنگ در آبخازستان رسماً ادعای بی‌طرفی می‌کرد، اما مقامات نظامی و سیاستمداران این کشور به طرق مختلف در این درگیری دخیل بودند. سیاست روسیه در طول جنگ در آبخازستان نامنسجم و «پر از ابهام» توصیف شده است، که توسط بازیگران مختلف سیاسی داخلی که منافع متفاوتی را دنبال می‌کردند، شکل گرفته است.
در واکنش به شروع درگیری، رئیس‌جمهور روسیه بوریس یلتسین نقش خود را به عنوان میانجی ارائه کرد. در سپتامبر ۱۹۹۲، یلتسین از هر دو طرف درگیری خواست تا در مذاکرات مسکو شرکت کنند. این مذاکرات به‌طور رسمی بین دو کشور مستقل، گرجستان و روسیه، صورت گرفت، زیرا روسیه در آن زمان مرزهای بین‌المللی گرجستان را پذیرفته بود. با این حال، این مذاکرات به عنوان مجمعی برای طرفین آبخازی و گرجی برای بحث در مورد درگیری مداوم بود، در حالی که روسیه نقش خود را به عنوان میانجی می‌دید، نه یک طرف درگیر. در ۳ سپتامبر ۱۹۹۲، بوریس یلتسین، رئیس‌جمهور روسیه، و ادوارد شواردنادزه، رئیس شورای ایالتی جمهوری گرجستان، توافقنامه‌ای را امضا کردند که رسماً به عنوان سند خلاصه نشست مسکو شناخته می‌شود. این توافق به‌طور موقت به خصومت‌های نظامی در آبخازستان پایان داد. با این آتش‌بس، آبخازستان در داخل مرزهای بین‌المللی گرجستان به رسمیت شناخته شد.
با این حال، پارلمان و ارتش روسیه موضع قوی طرفدار آبخازی اتخاذ کردند. فشار آنها در نهایت منجر به تغییر در سیاست خارجی روسیه شد. در پارلمان، جناح نئوکمونیست/ناسیونالیست اکثریت را تشکیل می‌داد و مخالف اصلی سیاست یلتسین بود. انگیزه اصلی آنها تحت فشار قرار دادن گرجستان برای ورود به CIS و تضمین حضور نظامی روسیه در قفقاز جنوبی بود. آنها همچنین شواردنادزه را مسئول فروپاشی اتحاد جماهیر شوروی می‌دانستند. ارتش روسیه در تدوین سیاست درگیری آبخازستان وزن غالبی داشت و منجر به اتخاذ موضع سرسختانه طرفدار آبخازی از سوی وزارت دفاع روسیه شد. پاول گراچف، وزیر دفاع روسیه، استدلال کرد که از دست دادن آبخازستان به معنای از دست دادن دریای سیاه برای روسیه است. وزارت دفاع در مقایسه با رئیس‌جمهور و وزارت امور خارجه، سیاست سخت‌گیرانه‌تری در قبال گرجستان اتخاذ کرد.
روسیه بر اساس توافقنامه‌های دوجانبه در مورد تقسیم دارایی‌های نظامی شوروی، به گرجستان تسلیحات منتقل کرد. این شامل تانک‌های اصلی جنگی، نفربرهای زرهی، توپخانه سنگین و خمپاره‌های سنگین گرجستان بود. تمام لشکر تفنگ موتوری آخالتسیخه در ۲۲ سپتامبر ۱۹۹۲ به گرجستان واگذار شد. با این حال، در ۲۵ سپتامبر ۱۹۹۲، شورای عالی روسیه (پارلمان) قطعنامه‌ای را تصویب کرد که گرجستان را محکوم می‌کرد، از آبخازستان حمایت می‌کرد و خواستار تعلیق تحویل سلاح و تجهیزات به گرجستان و استقرار نیروی حافظ صلح روسیه در آبخازستان شد. این طرح توسط سرگئی بابورین، نماینده روسی که با ولادیسلاو آردزینبا ملاقات کرد، حمایت شد و استدلال کرد که او مطمئن نیست که آبخازستان بخشی از گرجستان است. با تصویب این قطعنامه، انتقال تجهیزات نظامی به ارتش گرجستان به عنوان بخشی از تقسیم جاری دارایی‌های نظامی شوروی متوقف شد. با این حال، برخی از سلاح‌ها هنوز از طریق راه‌های نیمه قانونی و غیرقانونی به گرجستان می‌رسید. بازار جنگ‌افزار روسیه منبع اصلی تسلیحات برای هر دو طرف درگیر بود.
برخی از سلاح‌ها از طریق یورش‌های محلی به پایگاه‌های ارتش روسیه در آخالکالاکی، باتومی، پوتی و وازیانی توسط نیروهای شبه‌نظامی نامنظم گرجستان به دست آمد. پس از چندین حمله، روسیه، از جمله رئیس‌جمهور بوریس یلتسین، گرجستان را محکوم کرد و اعلام کرد که از پایگاه‌های خود با زور دفاع خواهد کرد.
قبل از شروع جنگ، رهبری آبخازیا مقدمات استقرار مجدد یک گردان هوابرد روسیه را از کشورهای بالتیک به سوخومی فراهم کرد. به گفته مورخ روسی، سوتلانا میخایلوونا چرونایا، تعدادی از مأموران امنیتی روسیه نیز در آن تابستان به عنوان «گردشگر» وارد آبخازیا شدند: «بار اصلی در آماده‌سازی رویدادهای آبخازستان بر عهده کارکنان KGB سابق بود. تقریباً همه آنها با پوشش مؤسسات بی‌طرف، که هیچ ارتباطی با فعالیت‌های واقعی آنها نداشت، در آبخازستان قرار گرفتند. برای منحرف کردن توجه، به حیله‌های مختلفی متوسل شدند، مانند تعویض خصوصی آپارتمان، یا لزوم انتقال محل کار به آبخازستان به دلیل وخامت ناگهانی سلامتی.»
به گفته اوگنی کژوکین، مدیر مؤسسه مطالعات استراتژیک روسیه، قبل از شروع خصومت‌ها، نگهبانان آبخازی توسط هنگ ۶۴۳ موشکی ضدهوایی روسیه و یک واحد نظامی مستقر در گوداوتا به سلاح مجهز شده بودند. آردزینبا همچنین حامیان بزرگی در مسکو داشت، از جمله الکساندر روتسکوی، معاون رئیس‌جمهور و روسیه خاسبولاتوف، سخنگوی چچنی شورای عالی روسیه.
پس از فوران درگیری مسلحانه، واحدهای شبه نظامی جدایی طلب آبخازی به همراه حامیان سیاسی خود از گوداوتا گریختند و از آنجا کمک‌های نظامی و مالی قابل توجهی دریافت کردند. در گوداوتا، پایگاه ارتش روسیه واحدهای شبه‌نظامی آبخازی را در خود جای داد و آموزش داد و از رهبر جدایی‌طلبان آبخازی، ولادیسلاو آردزینبا، محافظت کرد. سطح بالای فساد در ارتش روسیه نیز در نشت سلاح‌های روسی به هر دو طرف نقش داشت.
در اکتبر ۱۹۹۲، طرف آبخازی توافق آتش‌بس قبلی را نقض کرد و حمله‌ای را به گاگرا آغاز کرد. دولت گرجستان نقش قطعنامه تصویب شده توسط پارلمان روسیه را در از سرگیری درگیری مشاهده کرد و «نیروهای ارتجاعی» در روسیه را به دلیل تشویق حمله آبخازی مقصر دانست. این اقدام که گمان می‌رود فرماندهان روسی به مهاجمان کمک کرده‌اند، منجر به وخامت قابل توجه روابط گرجستان و روسیه شد. پیش از این، ارتش روسیه در طول حمله تابستان ۱۹۹۲ گرجستان از یگان‌های عقب‌نشینی آبخازی محافظت کرده بود. در نوامبر ۱۹۹۲، نیروی هوایی روسیه حملات هوایی سنگینی را علیه روستاها و شهرهای آبخازستان که عمدتاً گرجی‌ها در آن ساکن بودند، انجام داد. در پاسخ، وزارت دفاع گرجستان برای اولین بار در ملاء عام روسیه را به آماده شدن برای جنگ علیه گرجستان در آبخازستان متهم کرد. این منجر به حملات گرجستان به اهداف تحت کنترل روسیه و آبخازی و تلافی از سوی نیروهای روسی شد.
رویکرد روسیه پس از سرنگونی یک بالگرد روسی (حامل کمک‌های بشردوستانه) توسط نیروهای گرجستان در ۲۷ اکتبر، که منجر به تلافی از سوی نیروهای روسی شد، بیشتر به سمت آبخازها متمایل شد. در ۱۴ دسامبر ۱۹۹۲، ارتش روسیه متحمل سقوط یک هلیکوپتر نظامی دیگر شد که حامل تخلیه‌شدگان از تکوارچلی بود و منجر به کشته شدن ۵۲ تا ۶۴ نفر (از جمله ۲۵ کودک) شد. اگرچه مقامات گرجستان هرگونه مسئولیتی را انکار کردند، اما بسیاری معتقد بودند که این هلیکوپتر توسط نیروهای گرجی سرنگون شده است. این حادثه باعث افزایش خصومت در جنگ و مداخله نظامی بیشتر روسیه در کنار آبخازها شد. شهر تکوارچلی که توسط نیروهای گرجستان محاصره شده بود، دچار بحران انسانی شد و ارتش روسیه به این شهر کمک‌های بشردوستانه رساند و جنگجویان آموزش‌دیده روسی را برای دفاع از شهر بسیج کرد.
دیده‌بان حقوق بشر می‌گوید: «اگرچه دولت روسیه همچنان به‌طور رسمی اعلام بی‌طرفی در جنگ می‌کرد، اما بخش‌هایی از افکار عمومی روسیه و گروهی در پارلمان، به آبخازها تمایل پیدا کردند.» در این دوره، آبخازها جنگ‌افزار زیادی از جمله تانک و توپخانه سنگین دریافت کردند. این سؤال باقی می‌ماند که آیا دستورات خاصی در مورد انتقال سلاح به آبخازها وجود داشته و توسط چه کسی صادر شده است. مرزبانان روسی به جنگجویان چچنی اجازه ورود به آبخازستان را دادند یا حداقل مانع ورود آنها به منطقه درگیری نشدند.
بارزترین نمونه حمایت روسیه از آبخازها در سال ۱۹۹۳، بمباران سوخومی توسط بمب‌افکن‌های جنگنده روسی بود. پاول گراچف، وزیر دفاع روسیه، پیوسته این موضوع را تکذیب می‌کرد، اما پس از اینکه گرجی‌ها یک بمب‌افکن جنگنده SU-27 را ساقط کردند و کارشناسان سازمان ملل خلبان کشته شده را روسی شناسایی کردند، این موضوع غیرقابل انکار شد. با این وجود، برخی تجهیزات طبق توافقات قبلی در سال ۱۹۹۳ به گرجستان واگذار شد. ژنرال روسی گراچف ادعا کرد که طرف گرجستان هواپیما را رنگ‌آمیزی کرده و مواضع خود را بمباران کرده است. این بیانیه با خشم گرجی‌ها روبرو شد.
روزنامه‌نگار روسی، دمیتری خولودوف، که شاهد بمباران سوخومی توسط روسیه بود، گزارش‌هایی از فاجعه انسانی در این شهر تهیه کرد. او همچنین از داوطلبان روسی که در کنار جدایی‌طلبان می‌جنگیدند، گزارش داد. در ۲۵ فوریه، پارلمان گرجستان از سازمان ملل، شورای اروپا و شورای عالی فدراسیون روسیه درخواست کرد که نیروهای روسی را از آبخازستان خارج کنند و اعلام کرد که روسیه «یک جنگ اعلام نشده» علیه گرجستان به راه انداخته است. پارلمان گرجستان در ۲۸ آوریل ۱۹۹۳ قطعنامه دیگری را تصویب کرد که آشکارا روسیه را به تسهیل سیاسی پاکسازی قومی و نسل‌کشی علیه گرجی‌ها متهم می‌کرد.
سیاست روسیه در جریان نبرد نهایی برای سوخومی در سپتامبر ۱۹۹۳، بلافاصله پس از نقض آتش‌بس توسط نیروهای آبخازی، به نظر می‌رسید که چندین خط را دنبال می‌کند. مقامات روسی این حمله را محکوم کردند و خواستار توقف آن شدند و گفته می‌شود که برق و خدمات تلفنی را به بخش‌هایی از آبخازستان قطع کردند. روسیه همچنین از قطعنامه‌هایی در شورای امنیت حمایت کرد که نیروهای آبخازی را به دلیل نقض آتش‌بس محکوم می‌کرد. در عین حال، دولت روسیه از دولت گرجستان به دلیل امتناع از مذاکره پس از آغاز حمله انتقاد کرد. نیروهای روسی در مرز گرجستان و آبخازستان که قرار بود آتش‌بس را کنترل کنند، هیچ تلاشی برای جلوگیری از حمله نکردند. سلاح‌های آبخازی در نزدیکی جبهه نگهداری می‌شد و پس از از سرگیری خصومت‌ها توسط روس‌ها به آبخازی‌ها بازگردانده شد.
در مقاله‌ای که در مجله تایم در ۴ اکتبر ۱۹۹۳ منتشر شد، گرجی‌ها گفتند که افسران ارتش روسیه در ابتدا جدایی‌طلبان آبخازی را که فقط از تفنگ‌های شکاری و ساچمه‌ای استفاده می‌کردند، با سلاح‌های پیچیده‌ای مانند راکت‌اندازهای چندگانه BM-21 و جت سوخو SU-25 تأمین کردند.

### اقدامات بشردوستانه
در ابتدای درگیری (اوت ۱۹۹۲)، روسیه بسیاری از مردم را با استفاده از ناوگان دریای سیاه و نیروی هوایی روسیه از استراحتگاه‌های آبخازستان تخلیه کرد. با پیشرفت جنگ، روسیه شروع به تأمین کمک‌های بشردوستانه به هر دو طرف کرد و همچنین واسطه توافقات متعددی در مورد تبادل اسرای جنگی شد. در طول جنگ، تلاش‌های بشردوستانه روسیه عمدتاً بر روی شهر تکوارچلی متمرکز بود که جمعیت زیادی از قوم روس داشت و توسط نیروهای گرجستان محاصره شده بود. مین‌های زمینی نصب شده در امتداد بزرگراه کوهستانی به این شهر، بالگردهای روسی را به تنها وسیله حمل و نقل ایمن به آن تبدیل کرده بود. با این حال، نیروی دریایی روسیه پس از سقوط گاگرا (اکتبر ۱۹۹۲) و سوخومی (سپتامبر ۱۹۹۳) به دست نیروهای جدایی‌طلب، ده‌ها هزار غیرنظامی گرجی را نیز تخلیه کرد.

## نقض حقوق بشر
نقض‌ها با جنایات همراه بود که در هر دو طرف با آوارگی آبخازی‌ها از قلمرو تحت کنترل گرجستان و بالعکس رخ داد. بسیاری از موارد نقض حقوق بشر، عمدتاً غارت، چپاول و سایر اقدامات غیرقانونی، همراه با گروگانگیری و سایر موارد نقض قوانین بشردوستانه، توسط همه طرف‌ها در سراسر آبخازستان انجام شد.
پس از آغاز جنگ در ۱۴ اوت ۱۹۹۲، جدایی طلبان آبخازی و تروریست‌های قفقاز شمالی در گوداوتا، موارد مختلف نقض حقوق بشر را علیه قوم گرجی مرتکب شدند.
پس از تصرف سوخومی، نیروهای گرجستانی (از جمله شبه‌نظامیان مخرونی) در «غارت، چپاول، حمله و قتل وحشیانه بر اساس قومیت» شرکت کردند. علاوه بر غارت، بناهای فرهنگی آبخازی به شیوه‌ای تخریب شد که طبق برخی گزارش‌ها حاکی از هدف قرار دادن عمدی بوده است. ساختمان‌های دانشگاه غارت شد و موزه‌ها و سایر مجموعه‌های فرهنگی شکسته شدند. آرشیو ملی غیرقابل جایگزین آبخازی توسط نیروهای گرجستانی سوزانده شد. بنا بر گزارش‌ها، آتش‌نشانان محلی تلاشی برای خاموش کردن آتش نکردند. یک خانواده پناهندگان آبخازی از سوخومی ادعا کردند که سربازان گرجی مست با شلیک سلاح‌های خودکار وارد آپارتمان آنها شدند و به آنها گفتند «برای همیشه سوخومی را ترک کنند، زیرا سوخومی گرجی است.» به گفته این خانواده، سربازان گرجی جواهرات را دزدیدند، به شوهرش حمله کردند و سپس همه آنها را به خیابان انداختند. همین شاهدان گزارش دادند که غیرنظامیان آبخازی مرده، از جمله زنان و افراد مسن را دیده‌اند که در خیابان‌ها پراکنده شده‌اند، در حالی که درگیری چند روز قبل پایان یافته بود.
با فتح گاگرا توسط آبخازی‌ها، آن دسته از گرجی‌هایی که در منطقه باقی مانده بودند، به زور اخراج شدند و در مجموع ۴۲۹ نفر کشته شدند. یک زن گرجی به یاد آورد که شوهرش را شکنجه کردند و زنده به گور کردند.
به گفته روزنامه «گرجستان آزاد»، چچنی‌ها و دیگر قفقاز شمالی‌ها، سربازان و غیرنظامیان دستگیر شده را در ورزشگاه محلی جمع‌آوری و اعدام کردند. برخی از آنها سر بریده شدند و از سر آنها برای بازی فوتبال استفاده شد. پس از اینکه کمیسیونی متشکل از نمایندگان روسی (و همچنین کمیسیونی از مایکل ون پراگ) به گاگرا رفت و این واقعیت را تأیید نکرد که چنین برخورد وحشیانه ای با گرجی‌ها وجود داشته است، این روزنامه در نوامبر اعتراف کرد که «این قسمت در استادیوم تأیید نشده است.»
پس از تصرف سوخومی توسط آبخازی‌ها، یکی از بزرگ‌ترین قتل‌عام‌های جنگ علیه غیرنظامیان گرجی باقی مانده و به دام افتاده در شهر انجام شد.
گزارش‌های سال ۱۹۹۴ وزارت امور خارجه ایالات متحده نیز صحنه‌هایی از نقض گسترده حقوق بشر را شرح می‌دهد:
نیروهای جدایی‌طلب آبخازی جنایات گسترده‌ای را علیه جمعیت غیرنظامی گرجستان مرتکب شدند، بسیاری از زنان، کودکان و سالخوردگان را کشتند، برخی را به گروگان گرفتند و برخی دیگر را شکنجه کردند… آنها همچنین تعداد زیادی از غیرنظامیان گرجی را که در سرزمین‌های تصرف شده توسط آبخازی‌ها باقی مانده بودند، کشتند… جدایی‌طلبان حکومت وحشت را علیه اکثریت جمعیت گرجستان آغاز کردند، اگرچه ملیت‌های دیگر نیز آسیب دیدند.
گزارش شده است که چچنی‌ها و دیگر قفقاز شمالی‌ها از فدراسیون روسیه به نیروهای محلی آبخازی در ارتکاب جنایات پیوستند… کسانی که از آبخازستان گریختند، ادعاهای بسیار معتبری در مورد جنایات داشتند، از جمله کشتار غیرنظامیان بدون توجه به سن یا جنس. اجساد کشف شده از قلمرو تحت کنترل آبخازی‌ها نشانه‌هایی از شکنجه گسترده را نشان می‌دهند.

## نتیجه
گرجستان کنترل آبخازستان را از دست داد و آبخازستان به عنوان یک منطقه مستقل اعلام شد. روابط روسیه و آبخازستان در اواخر دهه ۱۹۹۰ بهبود یافت و محاصره اقتصادی آبخازستان برداشته شد. همچنین قوانینی در روسیه تصویب شد که به کشورهای دیگر اجازه می‌داد به روسیه بپیوندند که این قوانین از نظر برخی به منزله پیشنهاد روسیه به آبخازستان و دیگر جمهوری‌های شوروی سابق برای پیوستن به روسیه بود.
گرجستان مدعی شد که ارتش و اطلاعات روسیه در شکست گرجستان در جنگ آبخازستان نقش اساسی داشته‌اند و این جنگ را (در کنار جنگ داخلی گرجستان و جنگ گرجستان و اوستیا) یکی از تلاش‌های روسیه برای بازیابی نفوذ خود در منطقه پس از فروپاشی شوروی می‌داند.
در پایان جنگ، آندری کوزیرف، وزیر امور خارجه روسیه، در مجمع عمومی سازمان ملل متحد گفت که هیچ سازمان یا کشوری نمی‌تواند جایگزین تلاش‌های روسیه برای حفظ صلح در منطقه شود. در رسانه‌ها و پارلمان روسیه، دیدگاه‌های مختلفی در مورد سیاست روسیه در قبال گرجستان و آبخازستان وجود دارد. لئونید رادزیکوفسکی، تحلیلگر سیاسی، معتقد است که روسیه نیازی به سرزمین‌های جدید ندارد.
در ۲۸ اوت ۲۰۰۶، سناتور ریچارد لوگار در تفلیس، پایتخت گرجستان، از سیاستمداران گرجستانی در انتقاد از مأموریت حفظ صلح روسیه حمایت کرد و گفت که دولت ایالات متحده از درخواست دولت گرجستان برای خروج نیروهای حافظ صلح روسیه از مناطق جنگی در آبخازستان و تسخینوالی حمایت می‌کند.

## میانجی‌گری درگیری
نقشه درهٔ بالای کودوری در آبخازستان که پس از جنگ تحت کنترل گرجستان باقی ماند. در طول جنگ، ابتدا روسیه و سپس سازمان ملل متحد میانجیگری صلح را بر عهده داشتند. از سال ۱۹۹۳ به بعد، فشار برای حل و فصل صلح از سوی سازمان ملل متحد، روسیه و گروه دوستان گرجستان (روسیه، ایالات متحده، فرانسه، آلمان و بریتانیا) افزایش یافت. در دسامبر ۱۹۹۳، یک آتش‌بس رسمی توسط رهبران گرجستان و آبخازستان تحت نظارت سازمان ملل متحد و با میانجی‌گری روسیه امضا شد. مذاکرات از ژنو به نیویورک و در نهایت به مسکو منتقل شد. در ۴ آوریل ۱۹۹۴ «بیانیه اقدامات برای حل و فصل سیاسی مناقشه گرجستان و آبخازیا» در مسکو امضا شد.
به جای استقرار یک نیروی سنتی حافظ صلح سازمان ملل، استقرار نیروهای حافظ صلح CIS، عمدتاً نیروهای حافظ صلح روسی، در ۱۴ مه ۱۹۹۴ در مسکو مورد توافق قرار گرفت. در ژوئن ۱۹۹۴، نیروهای حافظ صلح CIS که تنها شامل سربازان روسی بودند در امتداد مرز اداری بین آبخازستان و گرجستان مستقر شدند. هیئت سازمان ملل (UNOMIG) نیز وارد منطقه شد. با این حال، این نیروها نتوانستند از جنایات بیشتر علیه گرجی‌ها در سال‌های بعد جلوگیری کنند (حدود ۱۵۰۰ مورد مرگ توسط دولت گرجستان در دوره پس از جنگ گزارش شده است). در ۱۴ سپتامبر ۱۹۹۴، رهبران آبخا در تلویزیون محلی ظاهر شدند و خواستار خروج همه قومیت‌های گرجی از منطقه تا ۲۷ سپتامبر (سالگرد تصرف سوخومی) شدند. در ۳۰ نوامبر ۱۹۹۴، آبخازستان قانون اساسی جدیدی را اعلام کرد که استقلال منطقه جدایی‌طلب را اعلام می‌کرد. با این حال، هیچ‌یک از دولت‌های خارجی این را به رسمیت نشناختند. در ۱۵ دسامبر ۱۹۹۴، وزارت امور خارجه ایالات متحده اعلام استقلال آبخاز را محکوم کرد. در ۲۱ مارس ۱۹۹۵، کمیساریای عالی پناهندگان سازمان ملل متحد، شبه‌نظامیان آبخازی را به شکنجه و قتل ده‌ها پناهنده قومی گرجی در منطقه گالی متهم کرد.

### مشارکت سازمان ملل
مأموریت ناظران سازمان ملل در گرجستان (UNOMIG) در سال ۱۹۹۳ برای نظارت بر آتش‌بس تأسیس شد و بعداً برای مشاهده عملیات نیروهای حافظ صلح CIS گسترش یافت. سازمان امنیت و همکاری اروپا (OSCE) و سایر سازمان‌های بین‌المللی نیز در نظارت بر تحولات مشارکت دارند. مذاکرات برای دستیابی به یک توافق صلح دائمی پیشرفت چندانی نداشته است، اما دولت‌های گرجستان و آبخازیا موافقت کرده‌اند که اندازه نیروهای نظامی خود را محدود کنند و مجوز UNOMIG را تمدید کنند. در همین حال، پناهندگان گرجی یک دولت در تبعید را حفظ می‌کنند.

## سلاح‌ها
هر دو طرف در طول درگیری عمدتاً به سلاح‌های ساخت شوروی مجهز بودند، اگرچه نیروهای گرجستانی در آغاز جنگ سلاح‌های سنگین بسیار بیشتری داشتند، نیروهای آبخازی سلاح‌های پیشرفته زیادی را از روسیه به دست آوردند و در پایان جنگ در جنگ‌افزار برتری قاطعی داشتند و بسیاری از سامانه‌های SAM و MANPAT را به کار گرفتند، در همین حال نیروهای گرجستانی در تأمین سلاح‌ها و تجهیزات مورد نیاز نیروها در آبخازیا مشکل داشتند، عمدتاً به این دلیل که هیچ حمایت خارجی و مشکلاتی در تهیه سلاح از خارج از کشور وجود نداشت.